# Ричув (Сілезьке воєводство)
Ричув (пол. Ryczów) — село в Польщі, у гміні Оґродзенець Заверцянського повіту Сілезького воєводства.
Населення — 891 особа (2011).
У 1975-1998 роках село належало до Катовицького воєводства.

## Демографія
Демографічна структура станом на 31 березня 2011 року:
|          | Загалом | Допрацездатний вік | Працездатний вік | Постпрацездатний вік |
| -------- | ------- | ------------------ | ---------------- | -------------------- |
| Чоловіки | 441     | 69                 | 318              | 54                   |
| Жінки    | 450     | 74                 | 248              | 128                  |
| Разом    | 891     | 143                | 566              | 182                  |